# Papillon épinglé
Papillon épinglé est un livre de Gérard de Villiers publié en 1970.

## Résumé
Dans ce livre d'enquête, Gérard de Villiers démystifie le récit prétendument autobiographique d'Henri Charrière, Papillon,,.